# Blue for You
Blue for You is het negende studioalbum van de Engelse rockband Status Quo. Het werd in maart 1976 uitgegeven. Het album kwam, net zoals hun vorige album On the Level, op de eerste plaats van de Britse Albums Chart binnen. In Nederland bereikte het album eveneens de eerste plaats.
In februari 1976 werd het door Rick Parfitt geschreven nummer "Rain" als eerste single uitgebracht. Als B-kant werd "You Lost the Love" gekozen, dat niet op een regulier album van de Quo verscheen. Deze single bereikte de zevende positie in de UK Singles Chart. In juli 1976 werd de tweede single uitgebracht, met als A-kant het door Parfitt en Bob Young geschreven "Mystery Song". De B-kant, "Drifting Away", werd geschreven door Parfitt en Alan Lancaster en verscheen voor het eerst op hun album Quo (1974).
De band bracht in december 1976 een cover van het nummer "Wild Side of Life" uit. Deze compositie werd geschreven door Arlie Carter en William Warren en Hank Thompson and His Brazos Valley Boys oogstten eerder ook al succes met hun uitvoering. Op de B-kant verscheen het door Rossi en Lancaster geschreven "All Through the Night". Een heruitgave in 2005 werd voorzien van enkele bonusnummers, waaronder een liveopname van dit nummer.

## Composities
1. "Is There a Better Way" (Rossi/Lancaster) - 3:31
2. "Mad About the Boy" (Rossi/Young) - 3:31
3. "Ring of a Change" (Rossi/Young) - 4:15
4. "Blue for You" (Lancaster) - 4:08
5. "Rain" (Parfitt) - 4:24
6. "Rolling Home" (Rossi/Lancaster) - 3:01
7. "That's a Fact" (Rossi/Young) - 4:20
8. "Ease Your Mind" (Lancaster) - 3:12
9. "Mystery Song" (Parfitt/Young) - 6:44

Bonusnummers op de heruitgave uit 2005
1. "You Lost the Love" (Rossi/Young)
2. "Mystery Song" [Live] (Parfitt/Young) - 4:00
3. "Wild Side of Life" (Carter/Warren) - 3:17
4. "All Through the Night" (Rossi/Lancaster)
5. "Wild Side of Life" [Demo] (Carter/Warren)

## Bezetting
- Francis Rossi - gitaar, zang
- Rick Parfitt - gitaar, zang
- Alan Lancaster - basgitaar, zang
- John Coghlan - drums

Gastmuzikanten
- Bob Young - mondharmonica
- Andy Bown - keyboard, zang

## Hitnotering
| "Blue for You" in de Nederlandse Album Top 100 - binnen: 28-02-1976 | "Blue for You" in de Nederlandse Album Top 100 - binnen: 28-02-1976 | "Blue for You" in de Nederlandse Album Top 100 - binnen: 28-02-1976 | "Blue for You" in de Nederlandse Album Top 100 - binnen: 28-02-1976 | "Blue for You" in de Nederlandse Album Top 100 - binnen: 28-02-1976 | "Blue for You" in de Nederlandse Album Top 100 - binnen: 28-02-1976 | "Blue for You" in de Nederlandse Album Top 100 - binnen: 28-02-1976 | "Blue for You" in de Nederlandse Album Top 100 - binnen: 28-02-1976 | "Blue for You" in de Nederlandse Album Top 100 - binnen: 28-02-1976 | "Blue for You" in de Nederlandse Album Top 100 - binnen: 28-02-1976 | "Blue for You" in de Nederlandse Album Top 100 - binnen: 28-02-1976 | "Blue for You" in de Nederlandse Album Top 100 - binnen: 28-02-1976 | "Blue for You" in de Nederlandse Album Top 100 - binnen: 28-02-1976 | "Blue for You" in de Nederlandse Album Top 100 - binnen: 28-02-1976 | "Blue for You" in de Nederlandse Album Top 100 - binnen: 28-02-1976 | "Blue for You" in de Nederlandse Album Top 100 - binnen: 28-02-1976 | "Blue for You" in de Nederlandse Album Top 100 - binnen: 28-02-1976 |
| Week                                                                | 01                                                                  | 02                                                                  | 03                                                                  | 04                                                                  | 05                                                                  | 06                                                                  | 07                                                                  | 08                                                                  | 09                                                                  | 10                                                                  | 11                                                                  | 12                                                                  | 13                                                                  | 14                                                                  | 15                                                                  |                                                                     |
| ------------------------------------------------------------------- | ------------------------------------------------------------------- | ------------------------------------------------------------------- | ------------------------------------------------------------------- | ------------------------------------------------------------------- | ------------------------------------------------------------------- | ------------------------------------------------------------------- | ------------------------------------------------------------------- | ------------------------------------------------------------------- | ------------------------------------------------------------------- | ------------------------------------------------------------------- | ------------------------------------------------------------------- | ------------------------------------------------------------------- | ------------------------------------------------------------------- | ------------------------------------------------------------------- | ------------------------------------------------------------------- | ------------------------------------------------------------------- |
| Nummer                                                              | 14                                                                  | 4                                                                   | 2                                                                   | 1                                                                   | 1                                                                   | 1                                                                   | 2                                                                   | 5                                                                   | 6                                                                   | 11                                                                  | 17                                                                  | 20                                                                  | 24                                                                  | 40                                                                  | 44                                                                  | uit                                                                 |